# Idiostatus magnificus
Idiostatus magnificus är en insektsart som beskrevs av Morgan Hebard 1934. Idiostatus magnificus ingår i släktet Idiostatus och familjen vårtbitare. Inga underarter finns listade i Catalogue of Life.